# Smite
Smite (zapis stylizowany: SMITE) – wieloosobowa gra komputerowa z gatunku MOBA, stworzona przez Hi-Rez Studios na platformę Microsoft Windows. Gra została wydana 25 marca 2014 roku na komputery z systemem Windows. W sierpniu 2015 pojawiła się wersja na Xbox One, a 31 maja 2016 odbyła się premiera na konsolę PlayStation 4. W Smite gracz wciela się w jednego z kilkudziesięciu mitycznych bogów i bierze udział w walce na arenie oraz na różnych mapach, gdzie pokonuje przeciwników wykorzystując umiejętności taktyczne bohaterów. Przed ukazaniem się gra wzbudziła protesty wyznawców hinduizmu ze względu na komercyjne użycie symboli religijnych.

## Odbiór gry
Gra w wersji na komputery osobiste spotkała się z pozytywnym odbiorem recenzentów, uzyskując według agregatora GameRankings średnią ocen wynoszącą 87,62% oraz 83/100 punktów według serwisu Metacritic. Redaktor serwisu GameSpot, Tyler Hicks, przyznał grze ocenę 8/10, chwaląc świeże pomysły, które gra wniosła do gatunku MOBA.